# 白石城
白石城（しろいしじょう）は、宮城県白石市（陸奥国刈田郡白石）にあった日本の城（平山城）。別名益岡城（枡岡とも）。城は白石市指定史跡となっている。中世の頃は白石氏（刈田氏）の居館だったと伝わる。戦国時代末期に城主が何度か変遷し、江戸時代には仙台藩家臣の片倉氏の城となった。九州の八代城などと並んで、江戸幕府の一国一城制の対象外とされて明治維新まで存続した。現在ある三階櫓や門は1995年（平成7年）に復元されたものである。続日本100名城（105番）に選ばれている。

## 地理

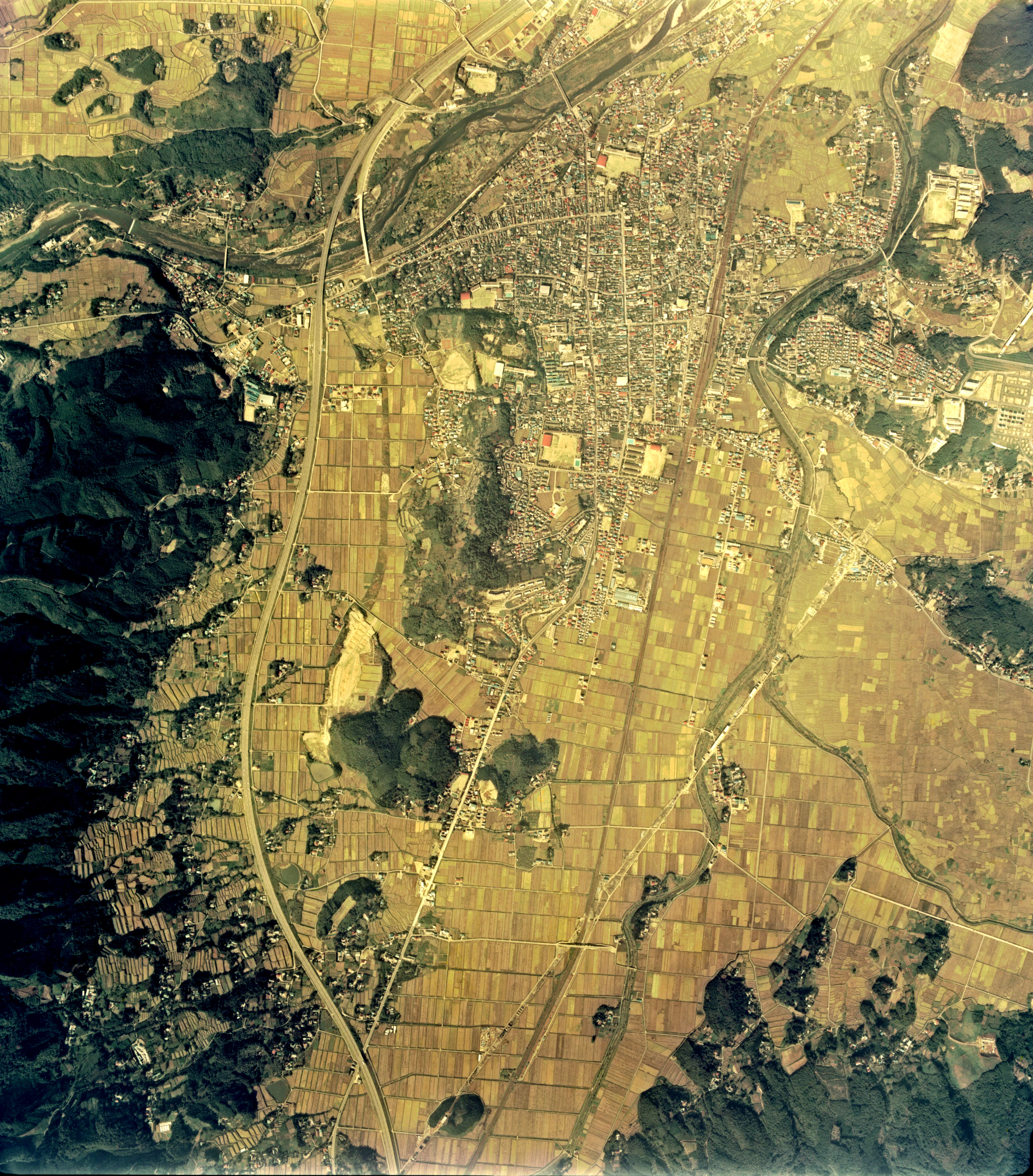
1976年度（昭和51年度）撮影の
白石城は、白石盆地の中央西寄りを南北に延びる独立丘陵（写真中央）の北端にある。その北側を北東方向に白石川が流れる。

白石城は、奥羽山脈と阿武隈高地に囲まれた白石盆地の中にある独立丘陵地の北端、標高76メートルの地点に築かれた（北緯38度00分06.3261秒 東経140度37分04.7584秒 / 北緯38.001757250度 東経140.617988444度）。ふもとの市街地との高低差は約20メートル。城の北方約1キロメートルのところを白石川が東へ流れる。この城が建つ場所は、近世まで陸奥国刈田郡で、現在は宮城県白石市である。
江戸時代の白石城下には奥州街道が南北に縦断し、この街道の北方面が仙台、南方面が福島、江戸だった。また、白石から西の米沢へ向かう道、東の相馬に通じる道があり、交通の要衝を押さえていたのも白石城の地理的特徴だった。

## 構造
白石城は平山城である。江戸時代の間、白石城は絵図に描かれており、時代の異なる絵図の比較から、白石城の城域は拡張傾向にあったとみられている。白石城は最終的に、丘陵の頂きに本丸、二の丸、中の丸、西曲輪、中段に沼の丸、南の丸、巽曲輪、帯曲輪、厩曲輪、平地部分に三の丸、外曲輪という六丸五曲輪構成になった。
本丸には大櫓（三階櫓）があった。正保年間の絵図では二階櫓が描かれ、寛文年間の絵図では三階櫓が描かれていることから、二階櫓から三階櫓に改造されたのではないかとも言われるが、絵図の研究を基に『片倉小十郎の城 白石城跡発掘調査報告書』は最初から三階櫓だった可能性が高いとする。三階櫓は天守の代用で、藩の支城という格と幕府への配慮から天守の名をはばかり大櫓と名づけられたとされる。
現存する白石城の遺構としては、厩口門が市内の延命寺山門に、東口門が市内の当信寺山門に、上屋敷の門かもしれないものが名取市の耕龍寺山門に、奥方御門かもしれないものと煙硝蔵が市内の個人宅に、それぞれ移築されている。土塁は当時のものがそのまま残っている。

## 歴史

### 中世・近世
白石城が、いつ、誰の手によって造られたのか、はっきりしたことはわかっていない。中世に刈田氏がここを居城としていたとも伝わるが、推測が困難なほど、この時代の白石城についての史料は乏しい。刈田氏は後に白石氏を名乗り、やがて伊達氏の勢力下に組み込まれていった。
豊臣秀吉によって奥州仕置が行われると、1591年（天正19年）より刈田郡は会津に封じられた蒲生氏郷の領地となり、白石城には氏郷の家臣蒲生郷成が入った。郷成により、白石城は近世的な城へと改造されて益岡城と呼ばれ、城下町も造られたと伝わるが、やはり史料が存在せず、全貌は明らかでない。郷成は1595年（文禄4年）に白石から須賀川に移るが、この時に白石城は破却されたという伝承もある。1598年（慶長3年）、蒲生氏は宇都宮に移封された。これに代わって上杉景勝が会津へ入り、その家臣である甘糟景継が白石城主となった。この時の白石城について、良好な史料ではないともされるが、古城に縄張りして築城されたとする史料がある。
1600年（慶長5年）、徳川家康が上杉景勝を討たんとする会津征伐が起こると、家康に接近していた伊達政宗は上杉領に攻めかかり、白石城の戦いが起こった。甘糟景継に代わって城を守っていた登坂勝乃は伊達軍の攻勢の前に降伏し、刈田郡は再び伊達氏の領土となった。伊達氏の城となった白石城には、まず政宗の叔父・石川昭光が入ったが、1602年（慶長7年）12月、政宗の側近である片倉景綱が亘理から移り、1万8000石を領した。1615年（慶長20年）、江戸幕府が一国一城令を発するが、仙台藩では仙台城に加えて白石城の存続が認められ、白石城は明治時代まで片倉氏の城として残った。『片倉代々記』には、白石城の修繕が、主だったものだけでも約30回、記録されている。
1868年（慶応4年、明治元年）、戊辰戦争の際、奥羽諸藩の代表たちが白石城において白石列藩会議を開き、これが奥羽越列藩同盟の結成につながった。白石城には公議府が置かれ、北白川宮能久親王が滞在した。しかし、仙台藩は新政府軍に降伏し、白石城の明け渡しが行われた。1869年（明治2年）に白石藩が成立して、新政府に降った元盛岡藩主の南部利恭がここに移封されたが、利恭は旧領復帰を望みまもなく白石から去った。白石城には三陸磐城両羽按察府が置かれ坊城俊章が城に入ったが、按察府は1870年（明治3年）に廃止されて、白石城は旧片倉家中開拓役所預かりとなった。その後、白石城は陸軍省、大蔵省の管轄を経て、1874年（明治7年）に民間へ売却され取り壊された。城の取り壊しからしばらく経った1900年（明治33年）、城跡は益岡公園となった。

#### 歴代城主
（出典：『宮城県史』）
| 代 | 城主         | 期間                                                                      | 備考                                 |
| -- | ------------ | ------------------------------------------------------------------------- | ------------------------------------ |
| 1  | 刈田左兵衛尉 | 寛治年中（1087年 - 1094年）より子孫19世                                   | 天正14年（1586年）、白石宗実の代まで |
| 2  | 屋代景頼     | 天正14年（1586年） - 天正19年（1591年）                                   |                                      |
| 3  | 蒲生郷成     | 天正19年（1591年） - 慶長3年（1598年）2月                                 |                                      |
| 4  | 甘糟清長     | 慶長3年（1598年） - 慶長5年（1600年）7月                                  |                                      |
| 5  | 石川昭光     | 慶長5年（1600年）7月24日 - 慶長7年（1602年）                              |                                      |
| 6  | 片倉景綱     | 慶長7年（1602年）12月（拝領） 慶長8年（1603年）2月8日（入城）。以後、10代 | 片倉宗景の代まで                     |

### 現代
城の復元は白石市議会や地元新聞で取り上げられることがあったが、実現に向けての障害が多くあった。転機はNHKの大河ドラマ『独眼竜政宗』の放送で、これにより片倉景綱も注目され、景綱が預かった白石城の復元の機運が高まった。ドラマ放送翌年の1988年（昭和63年）、白石城三階櫓の復元が白石市の政策として挙げられた。可能な限り原型に忠実に復元するために、文献の収集や調査発掘などが進められた。また、復元基金が設立され、個人や法人から最終的に1億円を超す寄付が集まった。復元工事は1992年（平成4年）に始まり、1995年（平成7年）3月に三階櫓、大手の一ノ門と二ノ門、土塀の復元工事が完了した。
2011年（平成23年）3月11日の東日本大震災では、壁の崩落など1億円超の被害が出た。文化財などには指定されていないため補助金が出ず市の財政と寄付金などで復旧が行われた。復旧工事は2012年（平成24年）5月から9月まで行われた。
2019年（令和元年）9月24日、白石城の天守閣で外国人観光客が城内での食事や宿泊を体験する「城泊」ツアーが行われた。ツアー体験者としてマンリオ・カデロ駐日サンマリノ大使夫妻が選ばれ、甲冑や着物の着付け、宮城県内の食材を活かした創作料理などを体験した。
2021年（令和3年）2月13日に発生した福島県沖地震により、天守閣の壁に400カ所以上の亀裂が生じるなどの被害が出た。復旧作業は行われたが、わずか1年後の2022年（令和4年）3月16日にも再び福島県沖地震が発生して城はさらに被災したため、度重なる災害により被災と復旧を繰り返す結果となった。

## 伝承
片倉景綱が城主として配され修繕を始めると、夜に怪火や笑い声が聞こえ知らない女が目撃されるなどの怪現象が起きた。そして城で働いていた老女に狐が憑き「上杉がいた頃は狐は大事にされたが城主が変わって扱いが悪くなった。大事にすれば領内は安泰となる」との言葉を発したため、城を見下ろす場所に神社を建立して鎮めたという伝承がある。

## ギャラリー

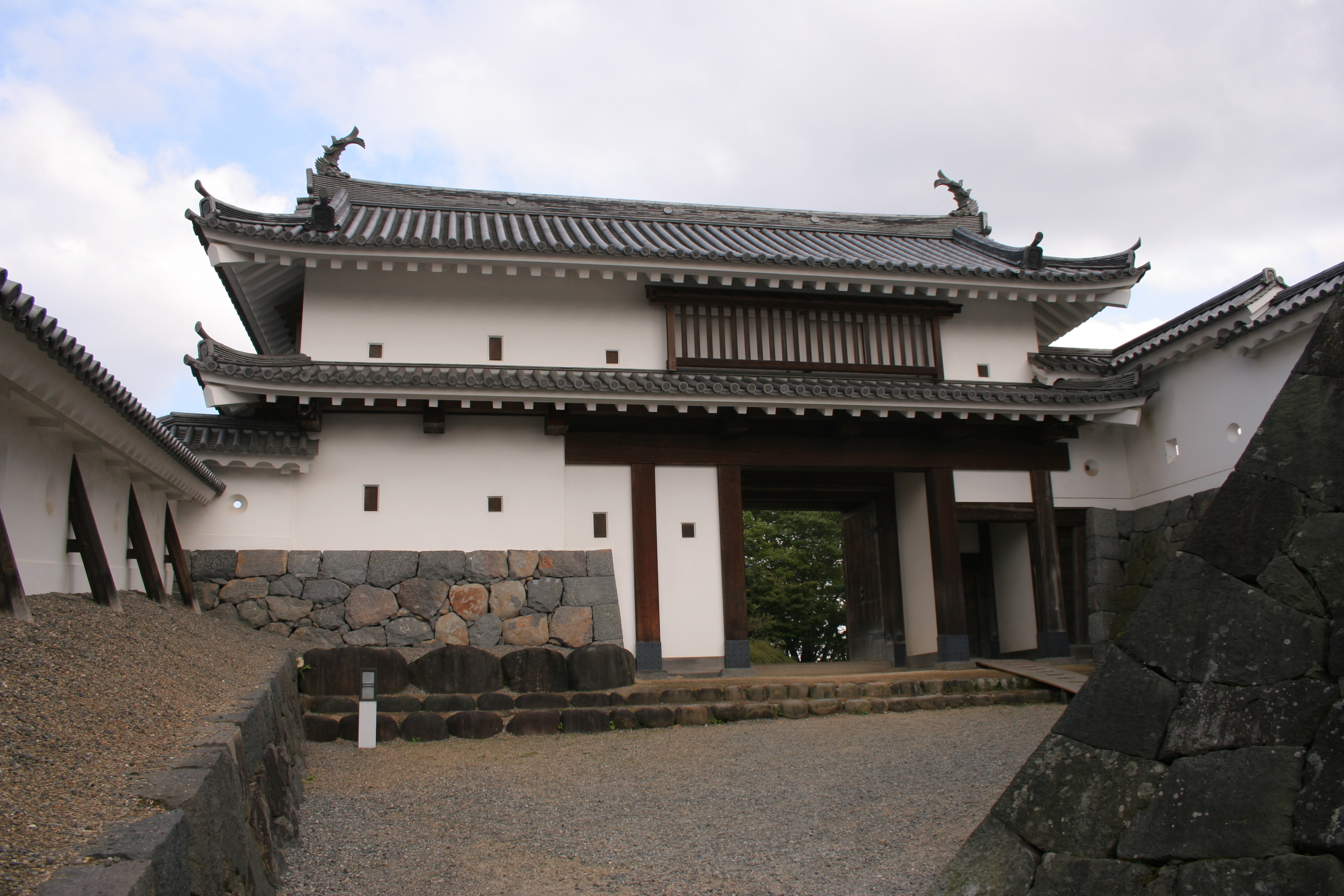
復元された二ノ門
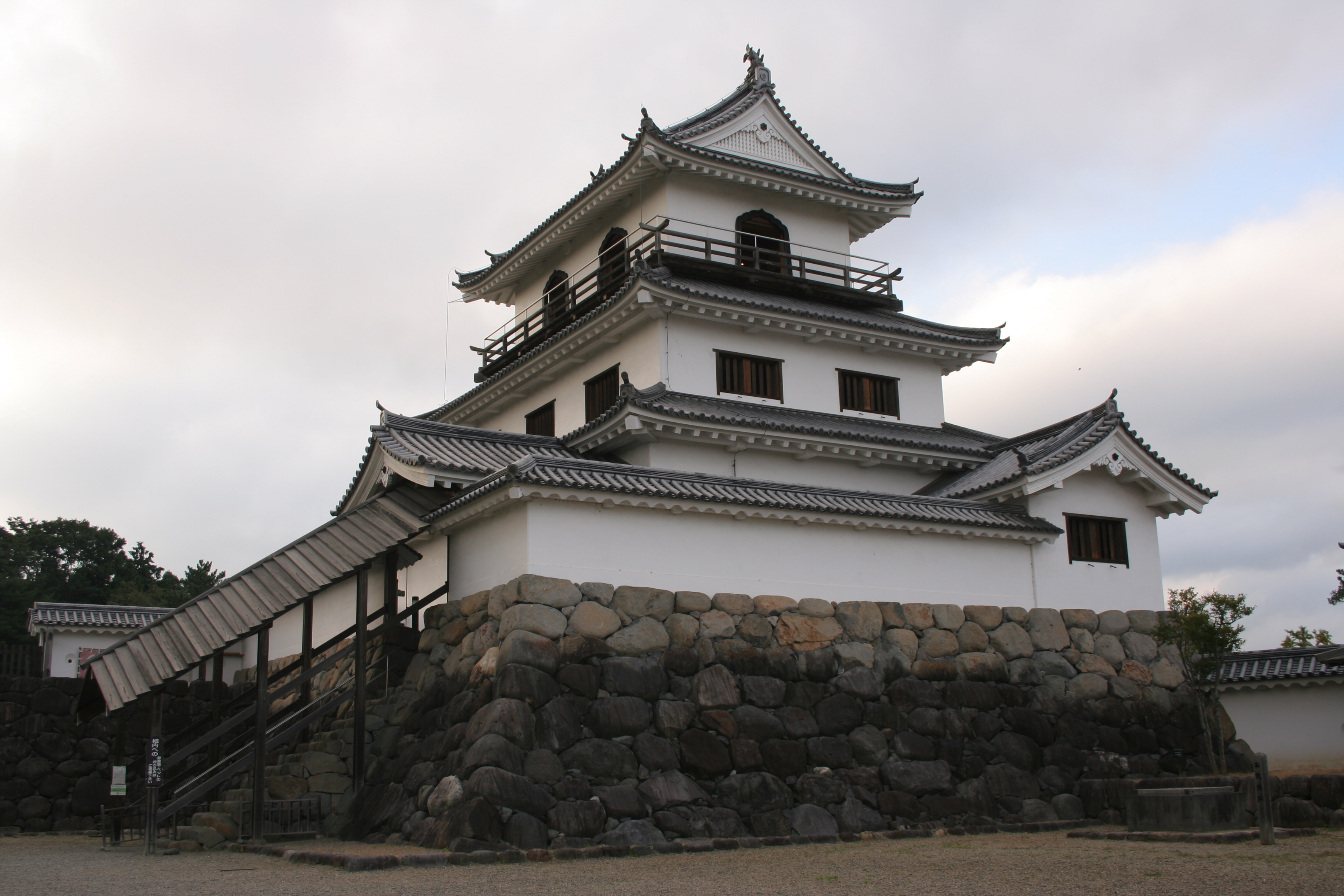
復元された三階櫓
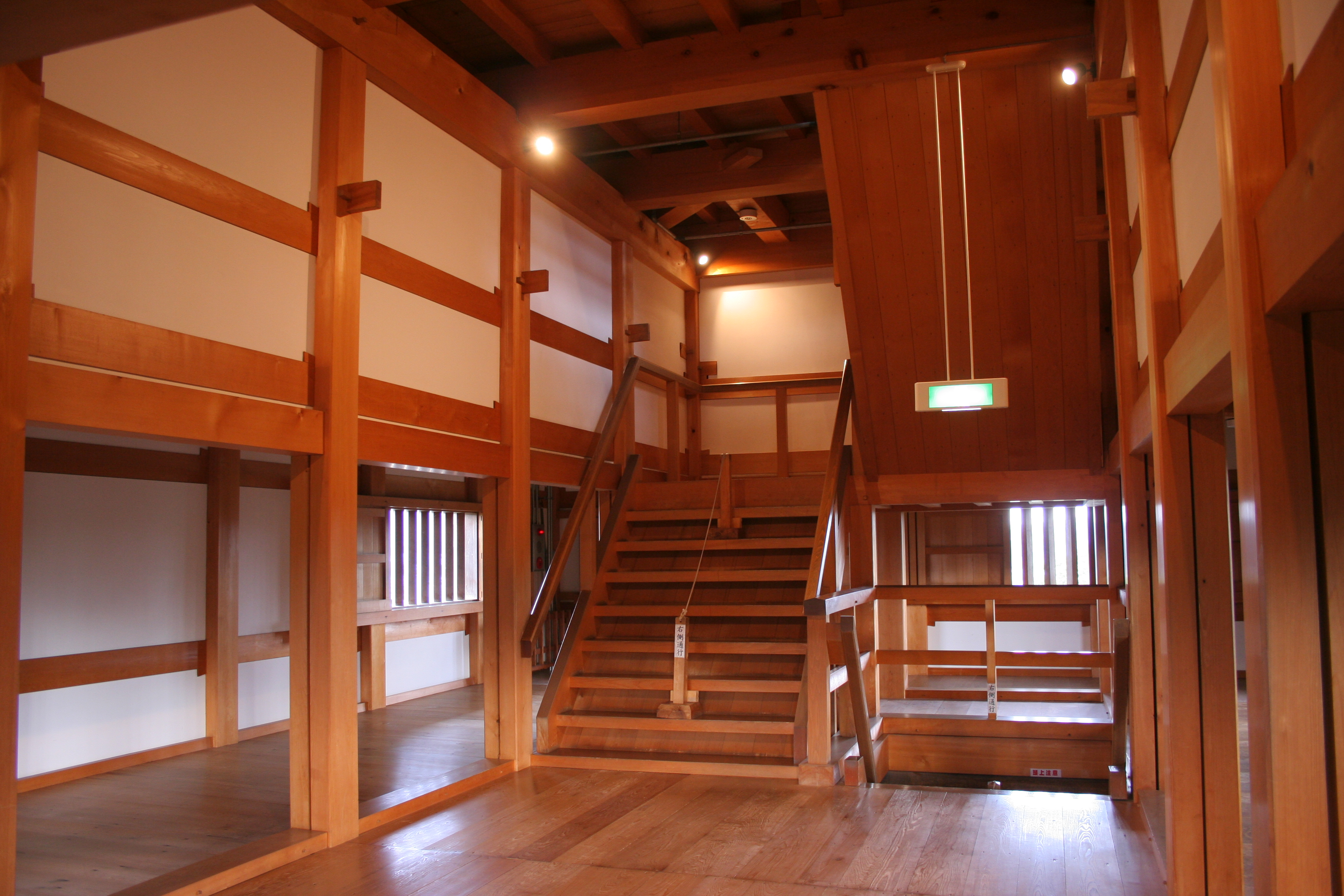
三階櫓の内部
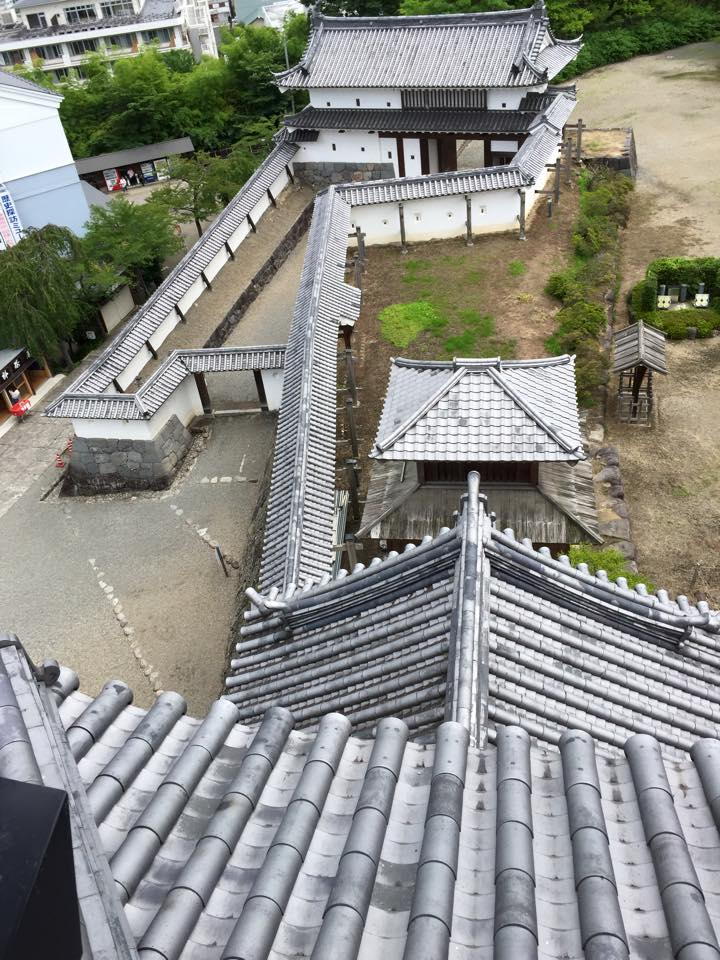
櫓からの眺め
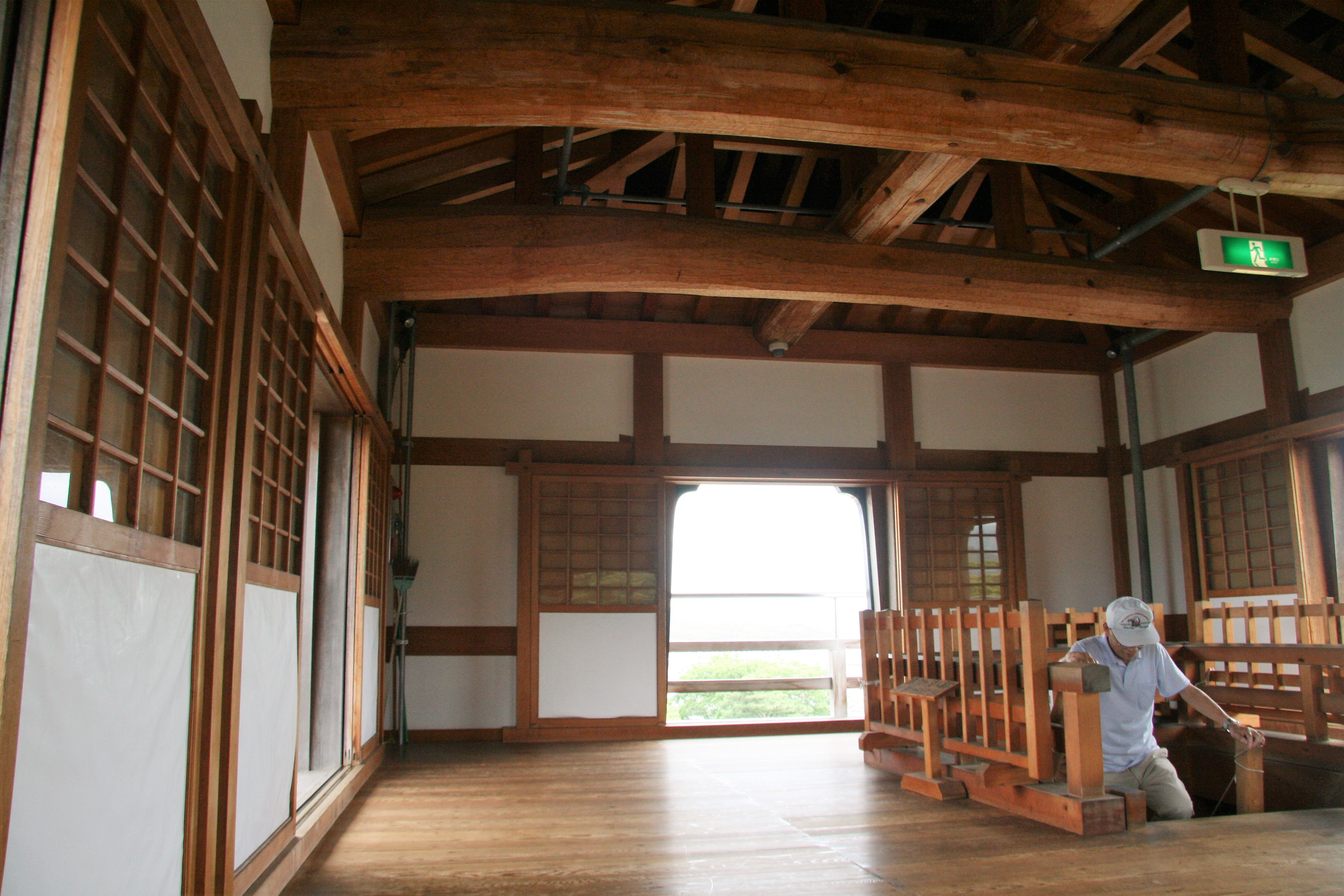
三階櫓最上階